# Gutenzell-Hürbel

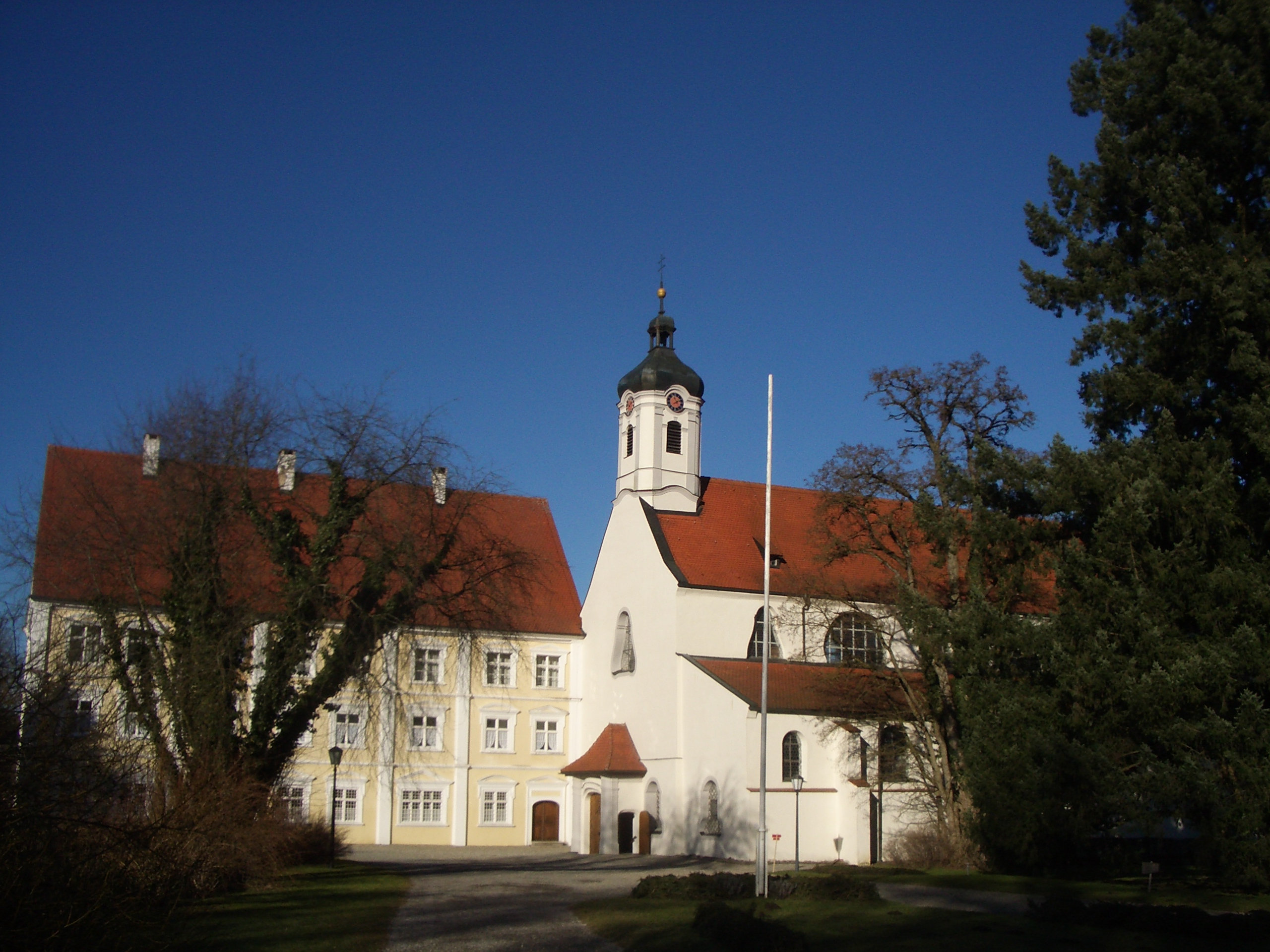
Kościół w dzielnicy Gutenzell

Gutenzell-Hürbel – gmina w Niemczech, w kraju związkowym Badenia-Wirtembergia, w rejencji Tybinga, w regionie Donau-Iller, w powiecie Biberach, wchodzi w skład wspólnoty administracyjnej Ochsenhausen. Leży w Górnej Szwabii, ok. 15 km na zachód od Biberach an der Riß.

## Dzielnice
W skład dzielnicy Gutenzell wchodzą następujące miejscowości: Gutenzell, Niedernzell, Weitenbühl, Bollsberg, Dissenhausen i Aussiedlerhof.
W skład dzielnicy Hürbel wchodzą następujące miejscowości: Hürbel, Zillishausen, Sägemühle, Freyberg, Simmisweiler, Allmethofen i Mahlmühle.

## Herb
Gmina Gutenzell-Hürbel jako jedna z trzech w Badenii-Wirtembergii nie ma oficjalnego herbu. Używane są dwa oddzielne dla każdej dzielnicy.